# بيلي تايلور (مدرب كرة سلة)
بيلي تايلور (بالإنجليزية: Billy Taylor)‏ هو مدرب كرة سلة أمريكي، ولد في 12 يونيو 1973.